# Wilhelm Leber

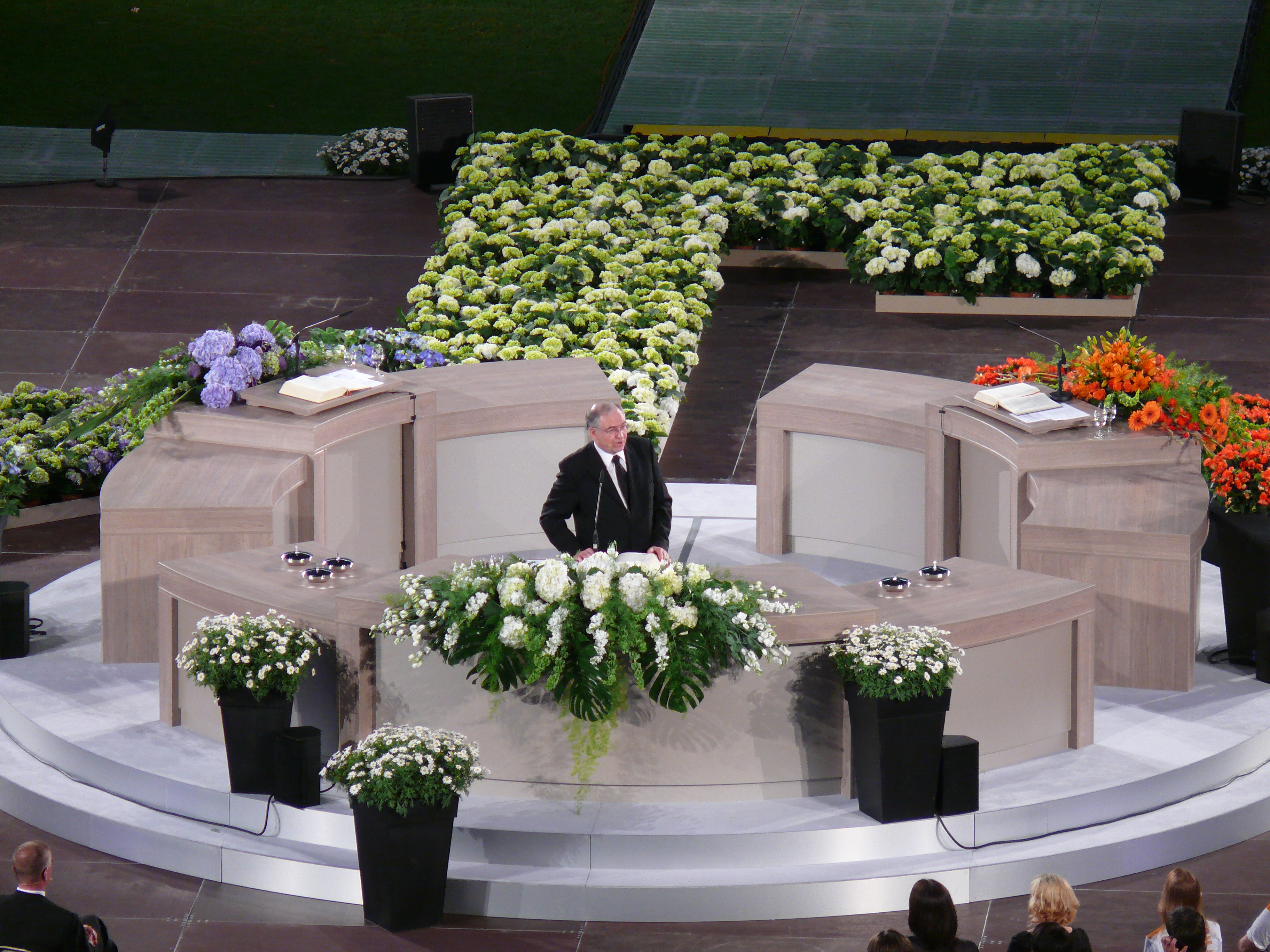
Stammapostel Leber während des EJT 2009

Wilhelm Leber (* 20. Juli 1947 in Herford) war seit seiner Amtseinführung am 15. Mai 2005 (Pfingsten) in Fellbach der achte Stammapostel der Neuapostolischen Kirche und löste damit Richard Fehr als Amtsinhaber ab. Am 19. Mai 2013 wurde er von seinem Nachfolger Jean-Luc Schneider in den Ruhestand versetzt.

## Leben
Wilhelm Leber wurde am 20. Juli 1947 in Herford, Nordrhein-Westfalen, in ein neuapostolisches Elternhaus geboren und kannte schon von Kindheit und Jugend an die Familie des damaligen Stammapostels Bischoff. Nach dem Abitur 1965 studierte er Mathematik an der Johann Wolfgang Goethe-Universität Frankfurt am Main und University of Waterloo (Kanada). 1973 bis 1977 arbeitete er als Assistent an einem betriebswirtschaftlichen Lehrstuhl an der Universität Hamburg.
1975 promovierte er zum Doktor der Naturwissenschaften (Dr. phil. nat.) über das Thema Konvergenzbegriffe für lineare Operatoren und Stabilitätsaussagen. Von 1977 bis 1991 war er für eine hamburgische Lebensversicherung tätig.
Am 9. September 1990 wurde  Wilhelm Leber zum Apostel des Bezirks Bremen ordiniert, seit 1991 arbeitet er ausschließlich für die Neuapostolische Kirche.
Sein Aufgabenbereich erweiterte sich um die Bezirke Hamburg (22. November 1992), Mecklenburg-Vorpommern (16. Januar 1994) (diese drei Bezirke bilden derzeit die Gebietskirchen Norddeutschland) und Nordrhein-Westfalen (1. Januar 2003). Außerdem war er sechs Jahre lang für die Koordinationsgruppe der Kirche (Beratungskomitee) und fünf Jahre für die Gruppe Kirchenstrategie (Finanzen) tätig.
1972 heiratete er Barbara Bischoff, eine Enkelin des Stammapostels Johann Gottfried Bischoff (1871–1960). Aus der Ehe gingen ein Sohn und eine Tochter hervor.
Heute lebt er mit seiner Familie in Buchholz in der Nordheide.
Am 19. Mai 2013 wurde Stammapostel Wilhelm Leber in den Ruhestand versetzt. Sein Nachfolger ist der Franzose Jean-Luc Schneider.

## Entwicklungen in seiner Amtszeit

### Verbreitung und Mission
Als Stammapostel Fehr in den Ruhestand trat, gab es weltweit etwa 10.850.000 neuapostolische Christen. Bis zum 31. Dezember 2007, also eineinhalb Jahre unter Stammapostel Wilhelm Leber, stieg die Mitgliederzahl auf 11.239.935, also etwa um 3,6 %, was einer mehr als halbierten durchschnittlichen Zuwachsrate im Vergleich zu Amtsvorgänger Fehr entspricht. Ein Grund dafür war, dass unter den vorherigen Stammaposteln intensivere Missionsarbeit betrieben worden war, die unter Leber aber zurückging.
Vielmehr legte Stammapostel Leber in erster Linie Gewicht auf eine Konsolidierung und Reorganisation der Kirche, was die Gemeinden, Amtsträger und Finanzen betraf.
Daher war eine der wichtigen Entwicklungen unter Wilhelm Leber die Verselbstständigung der Gebietskirchen. Jüngere Kirchen in afrikanischen Staaten, die zuvor von etablierten Kirchen in Europa oder Amerika aus betreut worden waren, gingen in die Betreuung regionaler Gebietskirchen über. Zur Umsetzung wurden sogenannte „Bezirksapostelhelfer“ beauftragt. Einer der ersten war der später zum Bezirksapostel ernannte Shadreck Mundia Lubasi, der für Ostafrika mit zwei Millionen neuapostolischen Christen in Kenia, Tansania und  Uganda zuständig war.  Die Leitung der zuvor von Süddeutschland aus betreuten Kirchen in Madagaskar mit 60.000 Mitgliedern ging in die Hände von Bezirksapostel Johann Kitching, der den Bezirk Südostafrika betreute.

### Kircheninternes und Öffentlichkeitsarbeit
Stammapostel Leber strebte besonders danach, die Neuapostolische Kirche von innen nach außen in Lehre und Einssein zu stärken. Dazu wurden Lehrseminare durchgeführt sowie ein neues Selbstbild der Kirche definiert. Damit sollte eine klar strukturierte Öffentlichkeitsarbeit durch Prospekte oder öffentliche Auftritte ermöglicht werden. Außerdem erhoffte man sich davon einen Abbau von Vorurteilen anderer Konfessionen und einen höheren Bekanntheitsgrad in Europa.
Zudem zeigte sich die Neuapostolische Kirche an einer Aussöhnung und gemeinsamen Geschichtsaufarbeitung mit der Vereinigung Apostolischer Gemeinden interessiert. Mit Aussteigern und Kritikern wurden Dialoge initiiert.

### Ökumene
Schon sein Amtsvorgänger, Stammapostel Fehr, rief am 28. Oktober 1999 die Projektgruppe Ökumene ins Leben. Der ökumenische Dialog selbst wurde jedoch erst unter Leber richtig gefördert. Vorsitzender der Projektgruppe Ökumene wurde Apostel Volker Kühnle (Süddeutschland, Nürtingen), der im November 2007 in Wuppertal einen vielbeachteten Vortrag zu diesem Thema hielt.
Seit Stammapostel Leber erkannte die Neuapostolische Kirche Taufen anderer christlicher Konfessionen an, sofern sie im Ritus der Trinität durchgeführt wurden.
Andreas Fincke, Mitarbeiter in der Evangelischen Zentralstelle für Weltanschauungsfragen, veröffentlichte die Broschüre Und sie bewegt sich doch – Neues von der Neuapostolischen Kirche. Er stellte darin ebenso wie der Religionsbeauftragte der EKS, Georg Schmid, die Entwicklung der Kirche positiv dar, nicht zuletzt wegen der Vorgänge im Bereich Ökumene. Die Neuapostolische Kirche ihrerseits betont jedoch, dass die Aussage der Heilsnotwendigkeit der Apostel nie durch Ökumene relativiert würde. Fincke sagte, es sei ein großes Problem, dass die Neuapostolische Kirche heute noch im Alltag stark benachteiligt werde. Nach zwanzigjährigen Sondierungen und Gesprächen wurde die Neuapostolische Kirche 2019 als Gastmitglied in die Arbeitsgemeinschaft Christlicher Kirchen (ACK)  aufgenommen.

### Offizielle Stellungnahme zur „Botschaft“
In einem Interview mit der evangelikalen Zeitschrift ideaSpektrum sagte Leber 2006 zur Ankündigung von Stammapostel Johann Gottfried Bischoff von 1951, dass Jesus noch zu seinen Lebzeiten wiederkommen würde (bekannt geworden als die „Botschaft“):

„Dass sich die Vorhersage von Stammapostel Bischoff nicht erfüllt hat, bleibt für mich eine ungeklärte Frage … Über die wahren Zusammenhänge möchte ich kein abschließendes Urteil fällen. Vielleicht hat Stammapostel Bischoff etwas falsch gedeutet, oder es wurden Bedingungen genannt, die wir nicht kennen […] Das Thema ist kein Dogma mehr, jeder kann sich sein eigenes Urteil darüber bilden.“

Am 13. Mai 2013 nahm Stammapostel Leber in einem fünfseitigen Dokument erneut umfassend Stellung zur „Botschaft“. Dabei betonte er, dass die Neuapostolische Kirche nicht mehr an der Darstellung der „Botschaft“ als göttlicher Offenbarung festhalte und dass die kurz nach dem Tod Johann Gottfried Bischoffs von der Kirchenleitung gegebene Erklärung, Gott habe aus unbekannten Gründen seinen Willen geändert, nicht mit dem Gottesbild der Kirche sowie der Bibel vereinbar sei. Weiterhin heißt es dort:

„Nach unserem heutigen Verständnis hätte Stammapostel Bischoff es nicht zulassen dürfen, dass die Botschaft zu einem wesentlichen Glaubensgegenstand gemacht wurde. Zwar unterliegt es der Lehrautorität des Stammapostels, weitergehende ‚Aufschlüsse aus dem Heiligen Geist zu verkündigen und zur verbindlichen Lehre der Neuapostolischen Kirche zu erklären‘ – so heißt es im Katechismus. Doch Ausgangspunkt und Grundlage von Lehraussagen muss die Heilige Schrift sein. Somit wäre es erforderlich gewesen, die Botschaft in einer fundierten und belastbaren Weise anhand der Heiligen Schrift zu begründen. Eine persönliche Überzeugung kann nicht hinreichend sein.“

## Kritik

### Kirchenverständnis
Eine Predigt bei einem Gottesdienst in Osnabrück wie auch Aussagen über das Selbstbild der Neuapostolischen Kirche vom 4. Dezember 2007 brachten Leber Kritik ein, vor allem, da sich viele Kirchenmitglieder nicht mit der Aussage zufriedengeben wollen, dass das Heil „durch Gottes Wille“ auch in anderen Kirchen erlangt werden könnte, jedoch die NAK das Werk Gottes und Kirche der wahren Apostel Jesu sei. Weniger drastisch wird diese Aussage von anderen Konfessionen gesehen, da die römisch-katholische Kirche beispielsweise ein sehr ähnliches Selbstbild hat. Die Aussage, dass die Sündenvergebung ans NAK-Apostelamt gebunden sei, relativierte Stammapostel Leber Ende des Jahres 2008 dahingehend, dass Sünden „souverän“ von Gott selbst erlassen würden.
Im März 2011 tat der neuapostolische Bezirksälteste Thomas Feil öffentlich seinen Protest gegen das neue Kirchenverständnis der Neuapostolischen Kirche kund, das kurz zuvor in einem Rundschreiben an alle Amtsträger erläutert worden war. Mit Thomas Feil und seiner Meinung solidarisierten sich hunderte Amtsträger und Mitglieder öffentlich.

### Geschichtsaufarbeitung
Ein Informationsabend am 4. Dezember 2007, der europaweit per Satellit übertragen wurde, sollte eigentlich eine geschichtliche Darstellung sein – auch in Zusammenarbeit mit den einst von der NAK abgespaltenen Apostolischen Gemeinden (VAG). Weil der zuständige Bezirksapostel Wilfried Klingler aufgrund einer Krankheit keinen Kontakt mehr zur VAG aufnehmen konnte, fand dieser Geschichtsvortrag ohne Einverständnis der VAG statt, was Stammapostel Leber harte Kritik einbrachte.
Am 1. Februar 2008 veröffentlichten die Apostel und Bischöfe der VAG eine Erklärung, mit der sie zunächst auch jegliche Gespräche mit der NAK beendeten. Leber bat die VAG um Verzeihung und versicherte, für eine neue und objektivere Aufarbeitung zu sorgen. Lebers Nachfolger Schneider führte den Dialog mit der VAG weiter, der schließlich in einer gemeinsamen Versöhnungserklärung mündete.